# It's Beginning to Look a Lot Like Christmas
"It's Beginning to Look a Lot Like Christmas" - es una canción navideña escrita en 1951 por Meredith Willson. La canción se tituló originalmente "It's Beginning to Look Like Christmas". La canción ha sido grabada por muchos artistas, pero fue un éxito para Perry Como y The Fontane Sisters con Mitchell Ayres & His Orchestra el 18 de septiembre de 1951 y lanzada en RCA Victor como 47-4314 (45 rpm) y 20-4314 (78 rpm). Bing Crosby grabó una versión el 1 de octubre de 1951, que también fue muy reproducida.

## Historia

### Antecedentes y composición
Una creencia popular en Yarmouth, Nueva Escocia, sostiene que Willson escribió la canción mientras se hospedaba en el Grand Hotel de Yarmouth. La canción se refiere a un "árbol en el Grand Hotel, uno en el parque también..."; el parque es Frost Park, directamente al otro lado de la calle del Grand Hotel, que todavía funciona en un edificio más nuevo en el mismo sitio que el antiguo hotel. También hace mención de Five and Ten, que era una tienda que operaba en Yarmouth en ese momento.
También es posible que el "Grand Hotel" que Willson menciona en la canción se haya inspirado en el Historic Park Inn Hotel en su ciudad natal de Mason City, Iowa. El Park Inn Hotel es el último hotel que queda en el mundo diseñado por el arquitecto Frank Lloyd Wright y está situado en el centro de Mason City con vista al parque central.

## En la cultura popular
Meredith Willson incorporó la canción en su musical de Broadway de 1963 Here's Love, donde se canta en contrapunto a la canción recién compuesta "Pine Cones and Holly Berries".
Johnny Mathis grabó la canción para su álbum Christmas Eve with Johnny Mathis; esta versión ganó popularidad después de su inclusión en la película Home Alone 2: Lost in New York. Gradualmente, la grabación de Mathis comenzó a recibir una amplia difusión radial, y durante los últimos años esta versión ha sido uno de los 10 mejores éxitos navideños.

## Versión de Perry Como
Perry Como y The Fontane Sisters con Mitchell Ayres & His Orchestra lanzaron su versión de "It's Beginning to Look a Lot Like Christmas" el 18 de septiembre de 1951, convirtiéndose en una de las versiones más grandes de la canción, que todavía se toca ampliamente en la actualidad, con más de 264 millones de transmisiones en Spotify al 15 de diciembre de 2022. La canción se usó en la película de 2004 The Polar Express.

## Versión de Michael Bublé
La versión del cantante canadiense Michael Bublé se lanzó por primera vez el 24 de octubre de 2011, como la primera pista del álbum navideño de Bublé, Christmas. Sin embargo, luego fue lanzado como el segundo sencillo del álbum el 18 de noviembre de 2012, logrando un mayor éxito. En el Reino Unido, la canción alcanzó el puesto número 6 en 2022.